# Lista odcinków serialu Battlestar Galactica
Lista odcinków serialu Battlestar Galactica:

## Miniseries (2003)
| Tytuł | Epizod | Premiera (UK)  | Premiera (USA) |
| --- | ------ | -------------- | -------------- |
| Part 1 | 001    | 17 lutego 2004 | 8 grudnia 2003 |
| Uroczystość pożegnalna na statku Battlestar Galactica zostaje przerwana przez niespodziewany atak Cylonów. |        |                |                |
| Part 2 | 002    |                | 9 grudnia 2003 |
| Trwa ratowanie statków, które przetrwały atak Cylonów.                                                     |        |                |                |

## Sezon 1 (2004–2005)
| Tytuł | Epizod | Premiera (UK)        | Premiera (USA)   | Populacja |
| --- | ------ | -------------------- | ---------------- | --------- |
| 33 | 101    | 18 października 2004 | 14 stycznia 2005 | 49,998    |
| Trwa ucieczka ocalałej floty, która dokonuje skoków nadświetlnych w bezpieczne miejsca. Cyloni pojawiają się co 33 minuty, nie pozwalając odpocząć ocaleńcom. |        |                      |                  |           |
| Water (Woda) | 102    | 25 października 2004 | 14 stycznia 2005 | 47,958    |
| Eksplozja na statku Battlestar Galactica wymaga poszukiwań zasobów wody.                                                                                      |        |                      |                  |           |
| Bastille Day (Dzień Bastylii) | 103    | 1 listopada 2004     | 21 stycznia 2005 | 47,958    |
| Apollo próbuje przekonać więźniów ze statku Astral Queen do pomocy w zdobyciu wody. Popularny terrorysta, Tom Zarek, podburza więźniów.                       |        |                      |                  |           |
| Act of Contrition (Akt skruchy) | 104    | 8 listopada 2004     | 28 stycznia 2005 | 47,958    |
| Wypadek w hangarze zmusza Starbuck do rozpoczęcia szkolenia nowych pilotów, przywołując wspomnienia Zaka Adamy.                                               |        |                      |                  |           |
| You Can’t Go Home Again (Nie możesz wrócić do domu ponownie)                                                                                                  | 105    | 15 listopada 2004    | 4 lutego 2005    | 47,945    |
| Starbuck próbuje wydostać się z pustynnej planety. |        |                      |                  |           |
| Litmus (Lakmus) | 106    | 22 listopada 2004    | 11 lutego 2005   | 47,945    |
| Próba samobójczego ataku Cylona. Powstaje trybunał do zbadania sprawy.                                                                                        |        |                      |                  |           |
| Six Degrees of Separation (Sześć stopni oddalenia) | 107    | 29 listopada 2004    | 18 lutego 2005   | 47,942    |
| Baltar zostaje oskarżony o pomoc Cylonom w zniszczeniu Dwunastu Kolonii.                                                                                      |        |                      |                  |           |
| Flesh and Bone (Skóra i kości) | 108    | 6 grudnia 2004       | 25 lutego 2005   | 47,938    |
| Starbuck przesłuchuje schwytanego Cylona podczas gdy Roslin ma dziwne wizje z tym samym modelem.                                                              |        |                      |                  |           |
| Tigh Me Up, Tigh Me Down (Tigh na wozie, Tigh pod wozem) | 109    | 13 grudnia 2004      | 4 marca 2005     | 47,905    |
| Roslin rozważa czy Adama jest Cylonem; Tigh spotyka żonę. |        |                      |                  |           |
| The Hand of God (Ręka Boga) | 110    | 3 stycznia 2005      | 11 marca 2005    | 47,905    |
| Flota jest na wyczerpaniu tylium – paliwa napędzającego statki. Zapada decyzja o ataku na złoża kontrolowane przez Cylonów.                                   |        |                      |                  |           |
| Colonial Day (Dzień kolonialny) | 111    | 10 stycznia 2005     | 18 marca 2005    | 47,898    |
| Prezydent Roslin przywraca do działania Kworum Dwunastu. |        |                      |                  |           |
| Kobol’s Last Gleaming – Part I (Ostatni blask Kobolu – Część I)                                                                                               | 112    | 17 stycznia 2005     | 25 marca 2005    | 47,897    |
| Odkryto nową planetę. |        |                      |                  |           |
| Kobol’s Last Gleaming – Part II (Ostatni blask Kobolu – Część II)                                                                                             | 113    | 24 stycznia 2005     | 1 kwietnia 2005  | 47,887    |
| Kryzys polityczny pomiędzy Roslin i Adamą skłania Apolla do trudnych decyzji, Starbuck powraca na planetę Caprica z misją od pani prezydent.                  |        |                      |                  |           |

## Sezon 2 (2005–2006)
| Tytuł | Epizod | Premiera (UK)    | Premiera (USA)   | Populacja |
| --- | ------ | ---------------- | ---------------- | --------- |
| Scattered (Rozproszeni) | 201    | 10 stycznia 2006 | 15 lipca 2005    | 47,875    |
| Adama walczy o życie w ambulatorium, Tigh jest zmuszony do dowodzenia statkiem.                                                                                  |        |                  |                  |           |
| Valley of Darkness (Dolina Ciemności) | 202    | 17 stycznia 2006 | 22 lipca 2005    | 47,874    |
| Cyloni dostają się na statek Battlestar Galactica. Trwa walka z wirusem infekującym komputery. Na planecie Kobol Baltar walczy wraz z żołnierzami o przetrwanie. |        |                  |                  |           |
| Fragged (Sfragowany) | 203    | 24 stycznia 2006 | 29 lipca 2005    | 47,862    |
| Tigh odczuwa problemy dowodzenia flotą. |        |                  |                  |           |
| Resistance (Opór) | 204    | 31 stycznia 2006 | 5 sierpnia 2005  | 47,861    |
| Trwa protest przeciwko aresztowaniu prezydent. Starbuck i Helo odkrywają ocalałych ludzi na planecie Caprica.                                                    |        |                  |                  |           |
| The Farm (Farma) | 205    | 7 lutego 2006    | 12 sierpnia 2005 | 47,857    |
| Starbuck znajduje się w szpitalu fikcyjnych członków ruchu oporu.                                                                                                |        |                  |                  |           |
| Home – Part I (Dom – Część I) | 206    | 14 lutego 2006   | 19 sierpnia 2005 | 47,858    |
| Rozpoczynają się poszukiwanie Grobowca Ateny. |        |                  |                  |           |
| Home – Part II (Dom – Część II) | 207    | 21 lutego 2006   | 26 sierpnia 2005 | 47,855    |
| Roslin i jej ludzie poszukują Grobowca Ateny na planecie Kobol. Adama chce połączyć podzieloną flotę.                                                            |        |                  |                  |           |
| Final Cut (Ostateczne cięcie) | 208    | 28 lutego 2006   | 9 września 2005  | 47,853    |
| Dziennikarka kręci film o załodze Battlestar Galactica. |        |                  |                  |           |
| Flight of the Phoenix (Lot Feniksa) | 209    | 7 marca 2006     | 16 września 2005 | 47,853    |
| Trwa walka z komputerowym wirusem Cylonów. Tyrol buduje nowy statek.                                                                                             |        |                  |                  |           |
| Pegasus | 210    | 14 marca 2006    | 23 września 2005 | 49,605    |
| Pojawia się Battlestar Pegasus. Adama jest zaniepokojony działaniami jego dowódcy, admirał Cain. Wersja rozszerzona epizodu na DVD oraz Blu-Ray.                 |        |                  |                  |           |
| Resurrection Ship – Part I (Okręt Zmartwychwstania – Część I) | 211    | 21 marca 2006    | 6 stycznia 2006  | 49,604    |
| Narasta konflikt pomiędzy dowódcami Battlestar Galactica oraz Battlestar Pegasus.                                                                                |        |                  |                  |           |
| Resurrection Ship – Part II (Okręt Zmartwychwstania – Część II)                                                                                                  | 212    | 21 marca 2006    | 13 stycznia 2006 | 49,604    |
| Bitwa mająca na celu zniszczenie okrętu Zmartwychwstania. |        |                  |                  |           |
| Epiphanies (Epifanie) | 213    | 28 marca 2006    | 20 stycznia 2006 | 49,598    |
| Roslin na łożu śmierci. |        |                  |                  |           |
| Black Market (Czarny rynek) | 214    | 4 kwietnia 2006  | 27 stycznia 2006 | 49,597    |
| Apollo prowadzi śledztwo dotyczące czarnego rynku we flocie. |        |                  |                  |           |
| Scar (Blizna) | 215    | 11 kwietnia 2006 | 3 lutego 2006    | 49,593    |
| Trwa walka pilotów z niezwykle niebezpiecznym myśliwcem Cylonów.                                                                                                 |        |                  |                  |           |
| Sacrifice (Ofiara) | 216    | 18 kwietnia 2006 | 10 lutego 2006   | 49,590    |
| Terroryści biorą zakładników na pokładzie statku Cloud 9. |        |                  |                  |           |
| The Captain’s Hand (Ręka kapitana) | 217    | 25 kwietnia 2006 | 17 lutego 2006   | 49,584    |
| Nowy dowódca Pegasusa nieudolnie kieruje podwładnymi. |        |                  |                  |           |
| Downloaded (Wcielenie) | 218    | 2 maja 2006      | 24 lutego 2006   | 49,579    |
| Sharon Valerii odradza się wśród Cylonów. |        |                  |                  |           |
| Lay Down Your Burdens – Part I (Złóżcie brzemiona swe – Część I)                                                                                                 | 219    | 9 maja 2006      | 3 marca 2006     | 49,579    |
| Zbliżają się wybory prezydenckie. Starbuck dowodzi misją ratunkową na Caprice.                                                                                   |        |                  |                  |           |
| Lay Down Your Burdens – Part II (Złóżcie brzemiona swe – Część II)                                                                                               | 220    | 16 maja 2006     | 10 marca 2006    | 49,550    |
| Misja ratunkowa na Caprice zakończona. Ogłoszenie wyborów prezydenckich. Rozkaz egzekutywny.                                                                     |        |                  |                  |           |

## Battlestar Galactica: The Resistance (2006)
| Tytuł | Epizod     | Reżyseria                       | Premiera (USA)                   |  |
| --- | ---------- | ------------------------------- | -------------------------------- |  |
| Battlestar Galactica: The Resistance (Battlestar Galactica: Ruch Oporu) | 300        | Wayne Rose                      | 5 września – 5 października 2006 |  |
| Dziesięć 2–5-minutowych miniodcinków dostępnych w internecie. Seria obejmuje wydarzenia pomiędzy 2 a 3 sezonem serialu. Seria opowiada o wydarzeniach na planecie New Caprica po inwazji Cylonów – przedstawia aktywność ruchu oporu wobec Cylonów. |            |                                 |                                  |  |
| |            |                                 |                                  |  |
| Lista epizodów | Reżyseria  | Scenariusz                      | Premiera                         |  |
| Webisode 1 | Wayne Rose | David Weddle & Bradley Thompson | 5 września 2006                  |  |
| Webisode 2 | Wayne Rose | David Weddle & Bradley Thompson | 7 września 2006                  |  |
| Webisode 3 | Wayne Rose | David Weddle & Bradley Thompson | 12 września 2006                 |  |
| Webisode 4 | Wayne Rose | David Weddle & Bradley Thompson | 14 września 2006                 |  |
| Webisode 5 | Wayne Rose | David Weddle & Bradley Thompson | 19 września 2006                 |  |
| Webisode 6 | Wayne Rose | David Weddle & Bradley Thompson | 21 września 2006                 |  |
| Webisode 7 | Wayne Rose | David Weddle & Bradley Thompson | 26 września 2006                 |  |
| Webisode 8 | Wayne Rose | David Weddle & Bradley Thompson | 28 września 2006                 |  |
| Webisode 9 | Wayne Rose | David Weddle & Bradley Thompson | 3 października 2006              |  |
| Webisode 10 | Wayne Rose | David Weddle & Bradley Thompson | 5 października 2006              |  |

## Sezon 3 (2006–2007)
| Tytuł | Epizod | Premiera (UK)    | Premiera (USA)       | Populacja |
| --- | ------ | ---------------- | -------------------- | --------- |
| Occupation (Okupacja)                                                                                         | 301    | 9 stycznia 2007  | 6 października 2006  | n.d.      |
| Trwa 4 miesiąc okupacji Cylonów. Adama obmyśla plan ratunkowy.                                                |        |                  |                      |           |
| Precipice (Przepaść)                                                                                          | 302    | 9 stycznia 2007  | 6 października 2006  | n.d.      |
| Samobójcze ataki na policję New Caprica.                                                                      |        |                  |                      |           |
| Exodus – Part I (Exodus – Część I)                                                                            | 303    | 16 stycznia 2007 | 13 października 2006 | n.d.      |
| Przygotowania do opuszczenia planety.                                                                         |        |                  |                      |           |
| Exodus – Part II (Exodus – Część II)                                                                          | 304    | 23 stycznia 2007 | 20 października 2006 | n.d.      |
| Galactica powraca ratować ludzi na New Caprica.                                                               |        |                  |                      |           |
| Collaborators (Kolaboranci)                                                                                   | 305    | 30 stycznia 2007 | 27 października 2006 | 41,435    |
| Trybunał wykonuje wyroki śmierci na kolaborantach.                                                            |        |                  |                      |           |
| Torn (Rozdarci)                                                                                               | 306    | 6 lutego 2007    | 3 listopada 2006     | 41,422    |
| Baltar próbuje pomóc Cylonom w walce ze śmiercionośnym wirusem.                                               |        |                  |                      |           |
| A Measure of Salvation (Miara zbawienia)                                                                      | 307    | 13 lutego 2007   | 10 listopada 2006    | 41,420    |
| Trwają dyskusje nad masową zagładą cywilizacji Cylonów.                                                       |        |                  |                      |           |
| Hero (Bohater)                                                                                                | 308    | 20 lutego 2007   | 17 listopada 2006    | 41,421    |
| Do floty dostaje się nowy statek. Jego pilot przypomina admirałowi fatalne decyzje z przeszłości.             |        |                  |                      |           |
| Unfinished Business (Niedokończone sprawy)                                                                    | 309    | 27 lutego 2007   | 1 grudnia 2006       | 41,422    |
| W celu rozładowania emocji odbywają się pojedynki bokserskie. Wersja rozszerzona epizodu na DVD oraz Blu-Ray. |        |                  |                      |           |
| The Passage (Przeprawa)                                                                                       | 310    | 6 marca 2007     | 8 grudnia 2006       | 41,420    |
| Flota musi przedostać się przez niebezpieczne obszary, aby pozyskać żywność.                                  |        |                  |                      |           |
| The Eye of Jupiter (Oko Jupitera)                                                                             | 311    | 13 marca 2007    | 15 grudnia 2006      | 41,402    |
| Podczas zbiorów pożywienia zostaje odkryta świątynia.                                                         |        |                  |                      |           |
| Rapture (Wstąpienie)                                                                                          | 312    | 20 marca 2007    | 21 stycznia 2007     | 41,401    |
| Cyloni chcą odkryć tajemnice Oka Jupitera.                                                                    |        |                  |                      |           |
| Taking a Break from All Your Worries (Biorąc przerwę od wszelkich zmartwień)                                  | 313    | 27 marca 2007    | 28 stycznia 2007     | 41,403    |
| Baltar przesłuchiwany. Problemy miłosne załogi.                                                               |        |                  |                      |           |
| The Woman King (Kobieta King)                                                                                 | 314    | 3 kwietnia 2007  | 11 lutego 2007       | 41,401    |
| Wybucha epidemia we flocie. Helo podejrzewa, że lekarz działa na szkodę pacjentów.                            |        |                  |                      |           |
| A Day in the Life (Dzień z życia)                                                                             | 315    | 10 kwietnia 2007 | 18 lutego 2007       | 41,398    |
| Cally i Chief Tyrol zostają uwięzieni w pomieszczeniu startowym.                                              |        |                  |                      |           |
| Dirty Hands (Brudne ręce)                                                                                     | 316    | 17 kwietnia 2007 | 25 lutego 2007       | 41,400    |
| Strajk pracowników fizycznych na statku-rafinerii produkującym paliwo.                                        |        |                  |                      |           |
| Maelstrom | 317    | 24 kwietnia 2007 | 4 marca 2007         | 41,400    |
| Kara wydaje się być niezdolna do służby.                                                                      |        |                  |                      |           |
| The Son Also Rises (Syn także wzejdzie)                                                                       | 318    | 24 kwietnia 2007 | 11 marca 2007        | 41,399    |
| Lee zostaje wyznaczony do ochrony prawnika Baltara.                                                           |        |                  |                      |           |
| Crossroads – Part I (Rozdroża – Część I)                                                                      | 319    | 1 maja 2007      | 18 marca 2007        | n.d.      |
| Rozpoczyna się proces Baltara, wywołując negatywne emocje we flocie.                                          |        |                  |                      |           |
| Crossroads – Part II (Rozdroża – Część II)                                                                    | 320    | 1 maja 2007      | 25 marca 2007        | n.d.      |
| Zapada wyrok w sprawie Baltara. Czterech spośród pięciu finalnych Cylonów odkrywa swoją prawdziwą naturę.     |        |                  |                      |           |

## Razor (2007)
| Tytuł                    | Epizod | Reżyseria             | Premiera (UK)   | Premiera (USA)    | Populacja |
| ------------------------ | ------ | --------------------- | --------------- | ----------------- | --------- |
| Razor (Brzytwa)          | 400    | Félix Enríquez Alcalá | 18 grudnia 2007 | 24 listopada 2007 | 49,579    |
| Historia okrętu Pegasus. |        |                       |                 |                   |           |

## Razor Flashbacks (2007)
| Tytuł | Reżyseria                          | Scenariusz     | Premiera             |  |
| --- | ---------------------------------- | -------------- | -------------------- |  |
| Razor Flashbacks (Brzytwa – Retrospekcje)                                                                                  | Wayne Rose & Félix Enríquez Alcalá | Michael Taylor | 2007                 |  |
| 7 miniepizodów przedstawiających wspomnienia Adamy. Wydano na Blu-Ray. Część miniepizodów zawarto w samym filmie „Razor”.  |                                    |                |                      |  |
| |                                    |                |                      |  |
| Lista epizodów | Reżyseria                          | Scenariusz     | Premiera             |  |
| Day 4,571 (Dzień 4571) | Wayne Rose                         | Michael Taylor | 5 października 2007  |  |
| Młody William Adama, na Galactice, rozważa z partnerką nad bieżącą misją.                                                  |                                    |                |                      |  |
| The Hangar (Hangar) | Wayne Rose                         | Michael Taylor | 12 października 2007 |  |
| Tuż przed misją, Adama znajduje ranną partnerkę na pokładzie hangaru.                                                      |                                    |                |                      |  |
| Operation Raptor Talon (Operacja „Szpon Raptora”)                                                                          | Félix Enríquez Alcalá              | Michael Taylor | 19 października 2007 |  |
| Podczas bitwy Battlestar Columbia z Cylońskim Basestarem nad lodową planetą, szwadron Adamy walczy z Cylońskimi Raiderami. |                                    |                |                      |  |
| Free Fall (Spadek Swobodny)                                                                                                | Félix Enríquez Alcalá              | Michael Taylor | 26 października 2007 |  |
| Adama opada na lodową planetę.                                                                                             |                                    |                |                      |  |
| The Lab (Laboratorium) | Félix Enríquez Alcalá              | Michael Taylor | 2 listopada 2007     |  |
| Adama znajduje laboratorium na lodowej planecie.                                                                           |                                    |                |                      |  |
| Survivors (Ocaleńcy) | Félix Enríquez Alcalá              | Michael Taylor | 9 listopada 2007     |  |
| Adama znajduje kilkoro jeńców.                                                                                             |                                    |                |                      |  |
| Escape (Ucieczka) | Félix Enríquez Alcalá              | Michael Taylor | 16 listopada 2007    |  |
| Adama opuszcza laboratorium.                                                                                               |                                    |                |                      |  |

## Sezon 4 (2008–2009)
Ostatni sezon głównej serii. Składa się z 20 odcinków (wcześniej zapowiadano 13 odcinków).
Drugą połowę sezonu wyemitowano po przerwie spowodowanej strajkiem amerykańskich scenarzystów.
| Tytuł | Epizod | Premiera (UK)    | Premiera (USA)   | Populacja |
| --- | ------ | ---------------- | ---------------- | --------- |
| He That Believeth in Me (Ten co zawierza we mnie) | 401    | 15 kwietnia 2008 | 4 kwietnia 2008  | 39,698    |
| Kara wraca na Battlestar Galactica. |        |                  |                  |           |
| Six of One (Sześć z jednego) | 402    | 15 kwietnia 2008 | 11 kwietnia 2008 | 39,676    |
| Cyloni zabijają modele, które postanowiły poprawić oprogramowanie Raiderów. |        |                  |                  |           |
| The Ties That Bind (Więzy które łączą) | 403    | 22 kwietnia 2008 | 18 kwietnia 2008 | 39,676    |
| Starbuck wyrusza z misją odnalezienia Ziemi. |        |                  |                  |           |
| Escape Velocity (Prędkość ucieczki) | 404    | 29 kwietnia 2008 | 25 kwietnia 2008 | 39,675    |
| Galen Tyrol nie może pogodzić się ze śmiercią swojej żony. |        |                  |                  |           |
| The Road Less Travelled (Droga mniej uczęszczana) | 405    | ?                | 2 maja 2008      | 39,676    |
| Statek Demetriusz nadal poszukuje drogi na Ziemię. |        |                  |                  |           |
| Faith (Wiara) | 406    | ?                | 9 maja 2008      | 39,675    |
| Kara Thrace dokonuje abordażu statku Cylonów. |        |                  |                  |           |
| Guess What’s Coming to Dinner (Zgadnij co będzie na obiad) | 407    | ?                | 16 maja 2008     | 39,673    |
| Zbuntowani Cyloni przystępują do Floty Kolonialnej. Laura Roslin znika na pokładzie statku Cylonów. |        |                  |                  |           |
| Sine Qua Non (Bez Którego Nie) | 408    | ?                | 30 maja 2008     | 39,674    |
| Apollo zostaje zaprzysiężony na Prezydenta 12 Kolonii. |        |                  |                  |           |
| The Hub (Centrum) | 409    | ?                | 6 czerwca 2008   | 39,673    |
| Hub zostaje zniszczony – Cyloni stają się śmiertelni. |        |                  |                  |           |
| Revelations (Objawienia) | 410    | ?                | 13 czerwca 2008  | 39,665    |
| Flota wraz ze zbuntowanymi Cylonami przybywa na Ziemię. |        |                  |                  |           |
| Sometimes a Great Notion (Czasami wielka idea) | 411    | ?                | 16 stycznia 2009 | 39,650    |
| Okazuje się, że Trzynaste Plemię to Cyloni. Ciąg dalszy wydarzeń (przed epizodem 412) w dziesięciu miniodcinkach „Battlestar Galactica: The Face of the Enemy” („Battlestar Galactica: Oblicze wroga”). |        |                  |                  |           |

## Battlestar Galactica: The Face of the Enemy (2008–2009)
| Battlestar Galactica: The Face of the Enemy (Battlestar Galactica: Oblicze wroga)                                                                             | Wayne Rose | Jane Espenson & Seamus Kevin Fahey |  |  |
| Jest to ciąg dalszy wydarzeń, po epizodzie 411, a przed epizodem 412, przedstawionych w dziesięciu miniodcinkach. Przedstawia również dodatkowe retrospekcje. |            |                                    |  |  |
| |            |                                    |  |  |
| Lista epizodów | Reżyseria  | Premiera                           |  |  |
| Webisode 1 | Wayne Rose | 12 grudnia 2008                    |  |  |
| Webisode 2 | Wayne Rose | 15 grudnia 2008                    |  |  |
| Webisode 3 | Wayne Rose | 17 grudnia 2008                    |  |  |
| Webisode 4 | Wayne Rose | 22 grudnia 2008                    |  |  |
| Webisode 5 | Wayne Rose | 24 grudnia 2008                    |  |  |
| Webisode 6 | Wayne Rose | 29 grudnia 2008                    |  |  |
| Webisode 7 | Wayne Rose | 31 grudnia 2008                    |  |  |
| Webisode 8 | Wayne Rose | 5 stycznia 2009                    |  |  |
| Webisode 9 | Wayne Rose | 7 stycznia 2009                    |  |  |
| Webisode 10 | Wayne Rose | 12 stycznia 2009                   |  |  |

## Sezon 4.5 (2008–2009)
Druga połowa sezonu 4 została wyemitowana po zakończeniu strajku amerykańskich scenarzystów.
| Tytuł | Epizod | Premiera (UK) | Premiera (USA)   | Populacja     |
| --- | ------ | ------------- | ---------------- | ------------- |
| A Disquiet Follows My Soul (Niepokój podąża za mą duszą) | 412    | ?             | 23 stycznia 2009 | 39,644        |
| We flocie dochodzi do buntów przeciwko Cylonom którym przewodzi Zarek i Gaeta. Wersja rozszerzona epizodu na DVD oraz Blu-Ray.                                                       |        |               |                  |               |
| The Oath (Przysięga) | 413    | ?             | 30 stycznia 2009 | 39,643        |
| Gaeta przejmuje władzę na Galactice. |        |               |                  |               |
| Blood on the Scales (Krew na szali) | 414    | ?             | 6 lutego 2009    | 39,603        |
| Proces Admirała. Sam zostaje postrzelony w głowę. |        |               |                  |               |
| No Exit (Brak wyjścia) | 415    | ?             | 13 lutego 2009   | 39,556        |
| Zostaje ujawniony dwunasty Cylon. Sam odzyskuje wspomnienia z Ziemi. |        |               |                  |               |
| Deadlock (Impas) | 416    | ?             | 20 lutego 2009   | 39,556        |
| Ellen wraz z Boomer przybywa do floty. |        |               |                  |               |
| Someone to watch over me (Ktoś by czuwać nade mną) | 417    | ?             | 27 lutego 2009   | 39,556        |
| Cyloni chcą postawić Boomer przed trybunałem za zdradę. |        |               |                  |               |
| Islanded in a Stream of Stars (Osamotnieni w strumieniu gwiazd) | 418    | ?             | 6 marca 2009     | 39,521        |
| Adama decyduje się porzucić Galactikę. Wersja rozszerzona epizodu na DVD oraz Blu-Ray.                                                                                               |        |               |                  |               |
| Daybreak – Part I (Brzask – Część I) | 419    | ?             | 13 marca 2009    | 39,516        |
| Retrospekcje sprzed ataków na Kolonię. Rozbiórka Galactiki. Admirał decyduje się na przeprowadzenie misji ratunkowej Hery. Wersja rozszerzona epizodu 419 i 420 na DVD oraz Blu-Ray. |        |               |                  |               |
| Daybreak – Part II (Brzask – Część II) | 420    | ?             | 20 marca 2009    | 'brak danych' |
| Hera zostaje odbita z rąk Cylonów. Ludzie oraz zbuntowani Cyloni lecą na Ziemię. Wersja rozszerzona epizodu 419 i 420 na DVD oraz Blu-Ray.                                           |        |               |                  |               |

Przed wyemitowaniem ostatniego odcinka wypuszczony został film dokumentalny pt. „Battlestar Galactica The Last Frakkin Special” opowiadający o tworzeniu serialu i stosunku głównych aktorów do granych postaci.

## The Plan (2009)
| Tytuł | Epizod | Premiera (TV)    | Premiera (DVD / Blu-Ray) |
| --- | ------ | ---------------- | ------------------------ |
| The Plan (Plan) | 421    | 10 stycznia 2010 | 27 października 2009     |
| W oczekiwaniu na wyrzucenie przez śluzę, dwóch Cylonów omawia ich przeciwne sobie pozycje dotyczące planu anihilacji ludzkiego rodzaju. Film przedstawia alternatywną perspektywę na wydarzenia z serii znane widzom. W związku z czym film zawiera poważne spoilery dotyczące całego serialu. |        |                  |                          |

Retrospektywna kontynuacja (prequel) Sagi Gwiezdnego Świata (tej w wydaniu Ronalda D. Moore’a), w serialu Caprica, a następnie w filmie Battlestar Galactica: Blood and Chrome (Battlestar Galactica: Krew i Chrom).